# Strompaket
Als Strompaket bezeichnet man eine spezielle Tarifform bei der Nutzung von elektrischem Strom. Der Kunde kauft eine feste Menge Strom für einen genau bestimmten Zeitraum im Voraus (in der Praxis zumeist ein Jahr) und bezahlt meist per Vorauskasse. Diese Tarifform wird im deutschen Markt insbesondere von sogenannten Stromdiscountern angewendet. Die Tarife sind vergleichbar mit Minutenpaketen im Mobilfunk-Bereich. 

## Gründe für die Nutzung von Strompaketen
Für den Anbieter bringt das Konzept ökonomische Vorteile. Da der Anbieter den Strom erst liefert, wenn das Geld auf seinem Konto eingegangen ist, entfällt das Risiko eines Zahlungsausfalls. Der Mahn- und Inkassoaufwand wird deutlich reduziert, da nur bei einer Mehrnutzung des Kunden (über das Strompaket hinaus) Forderungen entstehen. Der Stromanbieter reduziert seine Kapitalkosten, da die Vorauskasse seine Cash-Flow-Situation positiv beeinflusst. Zudem ist der Anbieter in der Lage, für eine definierte Menge Strom einen augenscheinlich günstigen Preis anzubieten. Dies ist für preisaggressive Stromanbieter wichtig, um in (Online-)Stromvergleichsrechnern vordere Plätze bei Standardverbräuchen (2500 kWh, 3000 kWh usw.) zu belegen.
Diese finanziellen Vorteile werden z. T. an den Kunden in Form von niedrigen Tarifen weitergegeben. 

## Vor- und Nachteile für den Kunden
Verbraucherschützer weisen darauf hin, dass bei einer Insolvenz des Stromanbieters der vorausbezahlte Betrag verloren gehen könne; als bundesweites Beispiel dafür sind u. a. die Insolvenzen von Flexstrom und Teldafax zu nennen. Der günstige Preis je kWh könne von den Kunden nur bei einer Punktlandung voll ausgeschöpft werden, wenn der Jahresstromverbrauch also exakt der Größe des bezogenen Strompaketes entspricht. Ein Mehrverbrauch wird in der Regel gesondert mit einem vergleichsweise hohen Preis je kWh berechnet. Wird weniger Strom verbraucht als bezahlt, verfällt das Guthaben meist. Ein Vertrag unter diesen Bedingungen biete jedoch Vorteile, wenn der Kunde seinen künftigen Stromverbrauch annähernd exakt einschätzen könne.